# Omar Atlas
Omar Mijares (Caracas, 22 de abril de 1938), es un luchador profesional venezolano retirado, conocido por su nombre de ring Omar Atlas, quien compitió en promociones norteamericanas e internacionales como la National Wrestling Alliance, Stampede Wrestling y la World Wrestling Federation desde finales del siglo XX. Desde la década de 1950 hasta principios de la de 1990. Aliado desde hace mucho tiempo del luchador venezolano Cyclone Negro, a menudo se lo consideraba su medio hermano menor Omar Negro cuando formaba equipo con él en NWA Southwest Sports durante la década de 1960 y luego en Championship Wrestling de Florida durante la década de 1970.
También fue una estrella popular en la lucha libre latinoamericana como Super Steele en México y Super Gladiator en Puerto Rico , así como Buddy Moreno en el suroeste de los Estados Unidos.

## Carrera profesional
Nacido en Caracas, Venezuela, Mijares se involucró en la lucha libre amateur cuando era joven y luego compitió y ganó una medalla de plata en los Juegos Panamericanos en 1958. Viajó a España poco después, comenzó a actuar como esquinero de un amigo y exolímpico como lo fue Cyclone. Negro. Finalmente, convencido por Negro para ingresar a la lucha libre profesional, comenzó a entrenar con Jene Howard en Barcelona antes de debutar a fin de año. Pasando ocho meses en España, finalmente se mudó a Colombia y pasó los siguientes cuatro años luchando en toda América Latina y regresando a España de vez en cuando.
En 1962 fue uno de varios luchadores sudamericanos tasladados a Houston por Cyclone Negro y anunciado por el promotor Morris Sigel como el hermano de Cyclone Negro, Omar Negro.

### NWA
Dejando Houston un año después, realizó una gira por los Estados Unidos con la National Wrestling Alliance luchando en numerosos territorios regionales, incluidos promotores como Paul Boesch, Sam Muchnick, Nick Gulas, Eddie Graham, Jim Crockett, Vincent J. McMahon, Joe Blanchard y Carlos Colón. También se convertiría en una estrella principal en San Francisco para Roy Shire, Pacific Northwest Wrestling de Don Owen y NWA Central States de Bob Geigel, donde seguiría siendo una de las estrellas más populares del área durante la década de 1970. Peleando con los campeones norteamericanos en parejas de la NWA, Yasu Fuji y Chati Yokouchi a principios de 1972, él y Danny Little Bear capturaron dos veces los títulos por parejas antes de finalmente perderlos ante ellos en Wichita (Kansas) el 9 de marzo de 1972. Varios meses después, también derrotaría a Harley Race por el Campeonato Peso Pesado de la NWA Central States en St. Joseph (Misuri) el 7 de julio, con el título durante medio año antes de perder ante Roger Kirby en diciembre.
En la década de 1970 comenzó a competir en Canadá peleando con Abdullah the Butcher y Harley Race en Stampede Wrestling con sede en Calgary y finalmente ganó el Stampede North American Heavyweight Championship de Gil Hayes el 9 de noviembre de 1973. Disfrutando de una estrecha relación con el promotor Stu Hart y la familia Hart, pasaría los próximos 12 años entre el World Wrestling Council en Puerto Rico y el promotor NWA Central States en Kansas City ganando el Campeonato Mundial en Parejas NWA con Pat O'Connor de The Interns (Joe Turner & Bill Bowman) en Kansas City el 29 de agosto de 1974. También competiría internacionalmente, visitando Australia, Corea y Japón.
Mientras estaba en el área de Kansas City a fines de la década de 1970, se enfrentaría a Jesse Ventura en su partido debut en Wichita.

### WWFE
En 1984 se unió a la WWE ya que comenzó su expansión nacional bajo Vince McMahon. Aunque se enfrentaba a muchas de las promociones principales estrellas como el Harry Smith, Randy Savage, Honky Tonk Man, Jake Roberts y Ted DiBiase, sería utilizado principalmente como luchador preliminar durante su carrera en la WWF, Atlas continuó compitiendo en dicha empresa hasta principios de la década de 1990.

### Retiro
En 1993 se retiró de la lucha libre profesional y finalmente se dedicó a la aplicación de la ley como oficial de libertad condicional. En los últimos años trabajaba con convictos como monitor de seguridad para el Departamento de Libertad Condicional para Adultos del Condado de Bexar en San Antonio (Texas). 
En 2004 fue honrado por el Coliflower Alley Club en su banquete anual en Las Vegas (Nevada). 
En julio de 2016 fue nombrado parte de una acción de clase de demanda presentada contra la WWE en la que se afirmaba que los luchadores incurrian a lesiones cerebrales traumáticas durante su mandato y que la empresa ocultó los riesgos de ellas. La demanda es litigada por el abogado Konstantine Kyros, quien ha estado involucrado en varias otras demandas contra WWE pero esta fue desestimada por la jueza de distrito estadounidense Vanessa Lynne Bryant en septiembre de 2018.

## Campeonatos y logros
- Coliflor Alley Club
  - Otro homenajeado (2004)
- Heart of America Sports Attractions
  - Campeonato de peso pesado de los estados centrales de la NWA (1 vez).[5]
  - NWA North American Tag Team Championship (Central States version) (2 veces) - con Danny Little Bear.[6]
  - Campeonato Mundial de Parejas de la NWA (versión Central States) (2 veces) - con Pat O'Connor.[7]
- Championship Wrestling from Florida
  - Campeonato de equipo de etiqueta de NWA Florida (1 vez) - con Cyclone Negro.[8]
- NWA Big Time Wrestling
  - Campeonato de peso pesado de NWA Texas (1 vez).[9][10]
- Pacific Northwest Wrestling
  - Campeonato NWA Pacific Northwest Tag Team (1 vez) - con Nick Bockwinkel.[11]
- Southwest Championship Wrestling
  - Campeonato SCW Southwest Tag Team (1 vez) - con Bobby Jaggers[12]
- Stampede Wrestling
  - Stampede North American Heavyweight Championship (1 vez).
- Lucha All-Star de Texas
  - Campeonato Sudamericano TASW USA (1 vez).[9]
- Consejo Mundial de Lucha Libre
  - Campeonato del Caribe en Parejas de la WWC (1 vez) - con Invader I.[13]
  - Campeonato de equipo de etiqueta de América del Norte de la WWC (2 veces) - con Invader I.